# Verkündigungsfenster (Rimou)

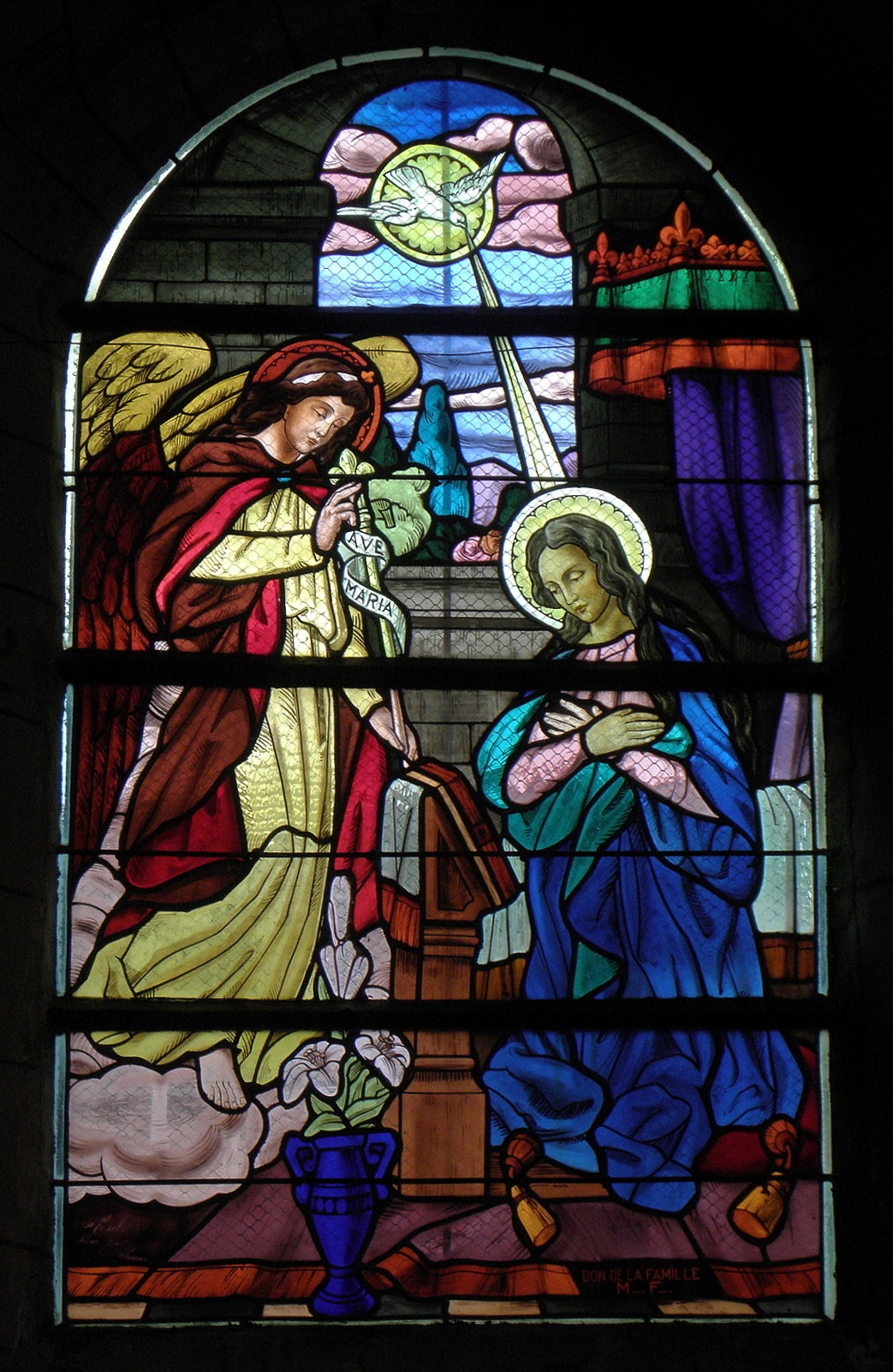
Verkündigungsfenster in Rimou

Das Verkündigungsfenster in der katholischen Kirche Notre-Dame in Rimou, einer französischen Gemeinde im Département Ille-et-Vilaine in der Region Bretagne, wurde 1934 vom Atelier Rault (siehe Emmanuel Rault) geschaffen. 
Das Bleiglasfenster wurde 1955 als Monument historique in die Liste der denkmalgeschützten Objekte (Base Palissy) in Frankreich aufgenommen.
Das Fenster Nr. 2 stellt die Verkündigung des Herrn dar. Der Erzengel Gabriel nähert sich von links, die rechte Hand zum Segensgestus erhoben, Maria. Im Jahr 1992 wurde das Fenster vom Atelier Hembold restauriert.
Die beiden Fenster Heilige Familie und Krönung Mariens in der Kirche Notre-Dame sind ebenfalls als Monument historique klassifiziert. Sie stammen aus der gleichen Werkstatt.